# Швейцария на зимних Олимпийских играх 1984
Швейцария на зимних Олимпийских играх 1984 в Сараево была представлена 42 атлетами. Сборная завоевала 5 комплектов наград и заняла в общекомандном зачёте седьмое место.

## Медалисты

### Золото (2)
| Золото |                |                                               |
| №      | Спортсмены     | Вид спорта (дисциплина)                       |
| 1      | Микела Фиджини | Горнолыжный спорт (скоростной спуск, женщины) |
| 2      | Макс Жюлен     | Горнолыжный спорт (слалом-гигант, мужчины)    |

### Серебро (2)
| Серебро |                |                                               |
| №       | Спортсмены     | Вид спорта (дисциплина)                       |
| 1       | Мария Валлизер | Горнолыжный спорт (скоростной спуск, женщины) |
| 2       | Петер Мюллер   | Горнолыжный спорт (скоростной спуск, мужчины) |

### Бронза (1)
| Бронза |                                                              |                            |
| №      | Спортсмены                                                   | Вид спорта (дисциплина)    |
| 1      | Сильвио Джобеллина Хайнц Штетлер Урс Зальцман Рико Фрайермут | Бобслей (мужчины-четвёрка) |